# África Ocidental

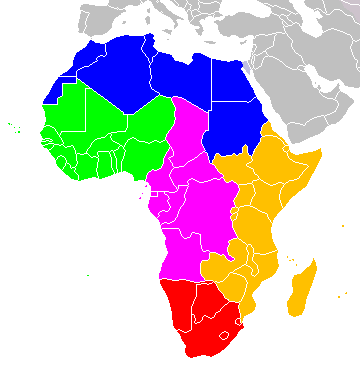
Subdivisões da África para fins estatísticos usada pela ONU.
África Setentrional
África Ocidental
África Central
África Oriental
África Austral ou Meridional

A África Ocidental é uma região do oeste da África. Inclui os países na costa oriental do Oceano Atlântico e alguns que partilham a porção ocidental do deserto do Saara.
Os países que são normalmente considerados parte da África Ocidental são:
Benim, Burquina Fasso, Cabo Verde, Costa do Marfim, Gâmbia, Gana, Guiné, Guiné-Bissau, Libéria, Mali, Mauritânia, Níger, Nigéria, Senegal, Serra Leoa e Togo.
Os países insulares desta região e alguns do Golfo da Guiné, normalmente considerados parte da África Central, são para alguns efeitos, incluídos nesta sub-região:
Camarões, Chade, República do Congo, Guiné Equatorial, Gabão e São Tomé e Príncipe.
Antigas fronteiras coloniais formaram a base das atuais fronteiras entre estes países, muitas vezes dividindo culturas e etnias entre vários países, bem como agrupando culturas e etnias diferentes em um mesmo país.
A sub-região que estabelece a transição entre o deserto do Saara e a região equatorial é denominada Sahel.

## Organizações regionais
15 países desta região encontram-se unidos numa organização de integração regional, a Comunidade Econômica dos Estados da África Ocidental (ou ECOWAS, da sua denominação em inglês, Economic Community of West African States).
Por outro lado, sete destes países agregam-se na União Econômica e Monetária dos Estados da África Ocidental, com a sigla UEMOA, e partilham a mesma moeda, o franco CFA.

## Incorreções no uso do termo
Apesar de estar localizada na África Central, Angola, quando da colonização portuguesa, era conhecida como África Ocidental Portuguesa, em contraposição a Moçambique (África Oriental Portuguesa).